# Толон (Бахсытский наслег)
Толо́н — село в Чурапчинском улусе Республики Саха (Якутия). Административный центр Бахсытского наслега. Основано в 1939 году.

## География
Село находится на расстоянии 111 км к северо-западу от села Чурапча, административного центра улуса.

## Население
| 2002 | 2010 | 2021 |
| ---- | ---- | ---- |
| 410  | ↗414 | ↗437 |

## Улицы
| - ул. Егорова, - ул. Мира, - ул. Нагорная, | - ул. Новая, - ул. Протодьяконова, - ул. Солнечная, | - ул. Туйма, - ул. Турантаева, - ул. Центральная. |

## Экономика
Основа экономики — сельское хозяйство.